# ФГИС «Сатурн»
ФГИС «Сатурн» — автоматизированная система для обеспечения прослеживаемости оборота  пестицидов и агрохимикатов на территории России.
Введена в опытную. эксплуатацию с 1 июля 2022 года, в промышленную эксплуатацию с 1 сентября 2022 года.
Разработана Россельхознадзором и предполагает полный учёт всех действий с партиями пестицидов и другими сельхозхимикатов во время их обращения, включая хранение, перевозку, применение, продажу, обезвреживание, утилизацию и уничтожении, а также захоронение, предназначена для обеспечения оценки уровня загрязнения окружающей среды химикатами, в том числе для обеспечения безопасности медоносных пчёл от ядохимикатов .
Первоначально система требовала ввода информации о действиях с партией химикатов не позднее следующих суток (в том числе после внесения во время обработки) и предоставляла для этого только веб-интерфейс.Это вызвало критику со стороны сельхозпроизводителей. В сентябре 2023 года было объявлено о подготовке постановления правительства для того, чтобы увеличить этот срок до трёх дней. Также разработчики системы в декабре 2022 года предоставили API для доступа в систему, с тем, чтобы с ней могли эффективнее работать программные продукты сторонних производителей.
Первые пол года применения ФГИС «Сатурн» вскрыли целый ряд инфраструктурных проблем у российских производителей сельхозпродукции, чья деятельность находилась в противоречии с принятой государством нормативной базой. В частности, работа системы продемонстрировала, что массово осуществляется  «серое» хранение препаратов средств защиты растений на складах, не соответствующих санитарным нормам, сельхозработы идут на участках, чьё размежевание окончательно не произведено или проведено неправильно и кадастровые границы не соответствуют зонам фактически проводимых сельхозработ. 

## Оценки
По оценкам ряда[кто?] специалистов, внедрение ФГИС «Сатурн» (наряду с ФГИС «Зерно») стало катализатором цифровой трансформации в сельскохозяйственной отрасли России.